# كليمنت الحادي عشر
البابا كليمنت الحادي عشر (باللاتينية: Clemens XI) ـ (23 يوليو 1649 ـ 19 مارس 1721) هو بابا الكنيسة الكاثوليكية في الفترة من 23 نوفمبر 1700 إلى وفاته سنة 1721.
ولد كليمنت الحادي عشر في أوربينو باسم جوفاني فرانشيسكو ألباني لأبوين من النبلاء. وترجع أصول أجداده البعيدة إلى جذور ألبانية. تلقى تعليمه في الكوليجيو رومانو منذ سنة 1660، فأتقن اللاتينية حتى صار من علمائها، وحصل على درجة الدكتوراه في القانونين المدني والديني.
صعد إلى كرسي البابوية بعد وفاة البابا إينوسنت الثاني عشر، فكان راعيًا للفنون والعلوم، وله فضل كبير على مكتبة الفاتيكان، كما أسهم في إنقاذ الكثير من آثار روما بفضل اهتمامه بعلم الآثار، بل لقد صرح بإجراء العديد من الحفريات في السراديب الرومانية.

## معرض صور

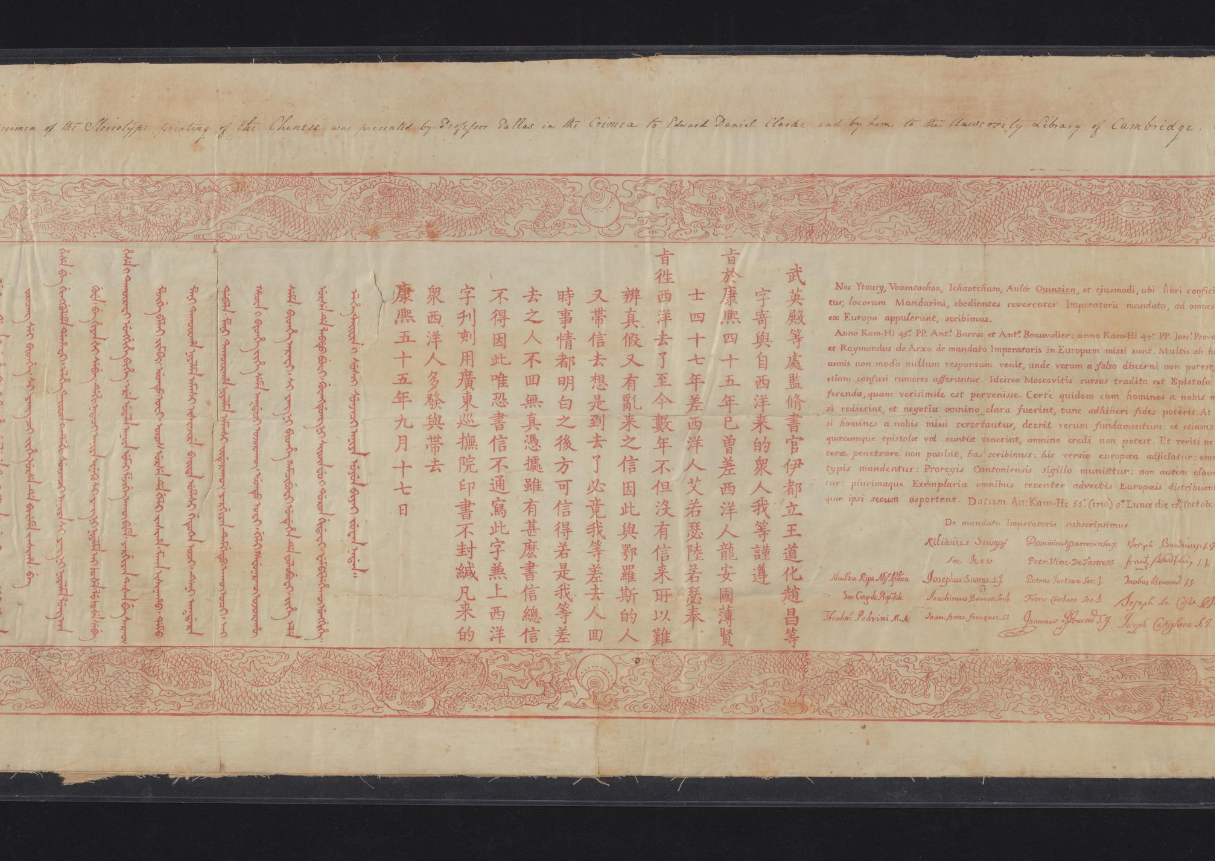
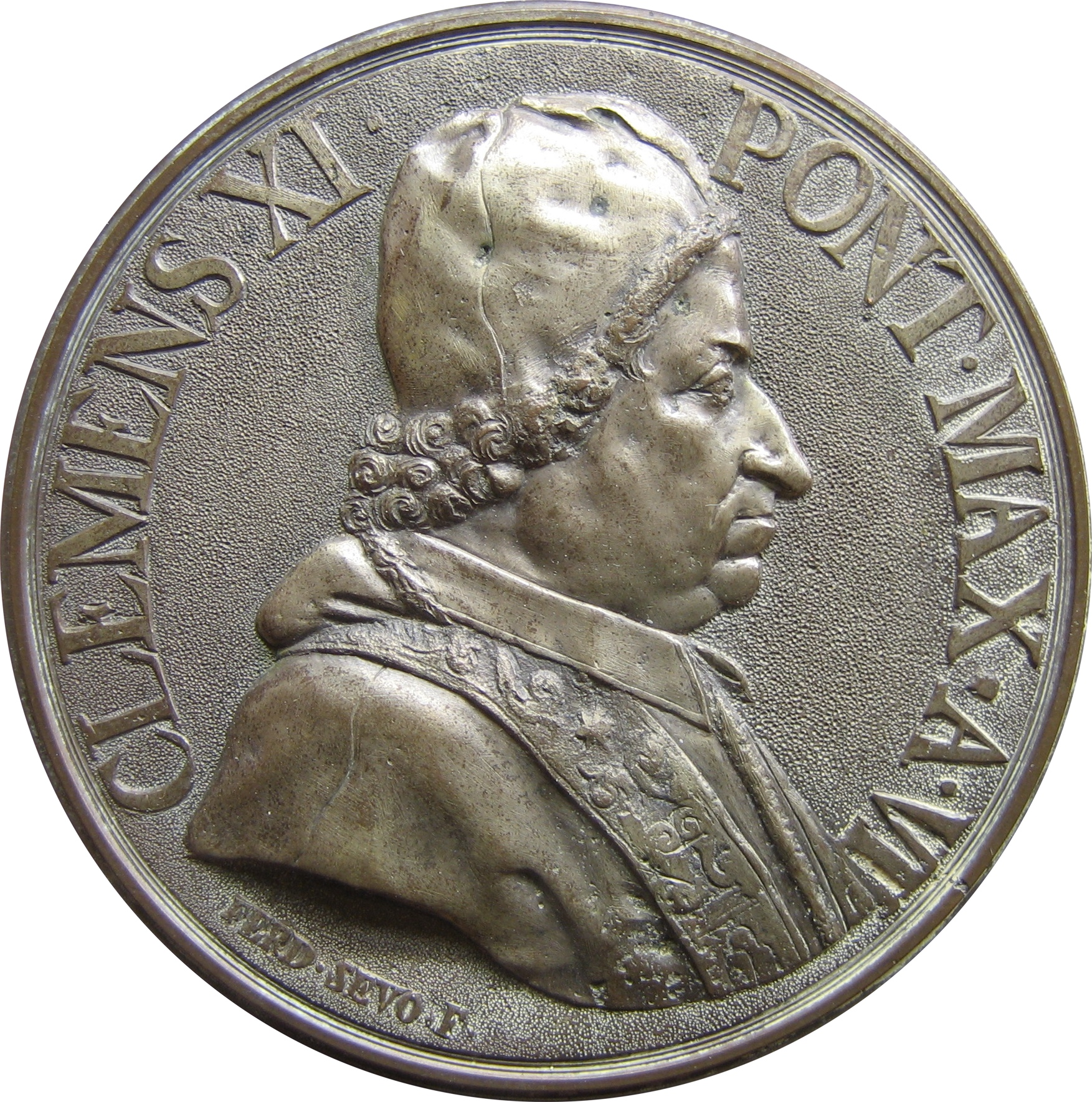
البابا كليمنس الحادي عشر علي عمله قديمه
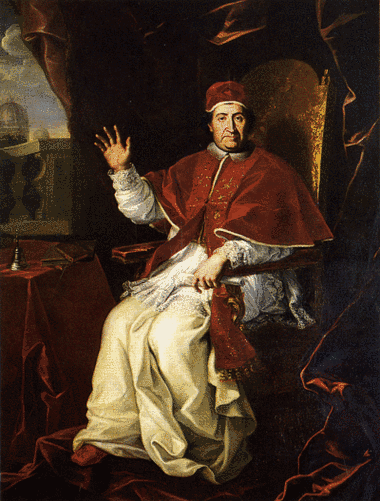
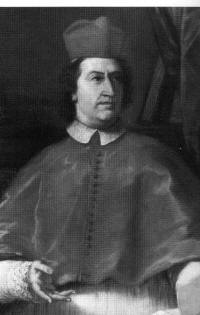
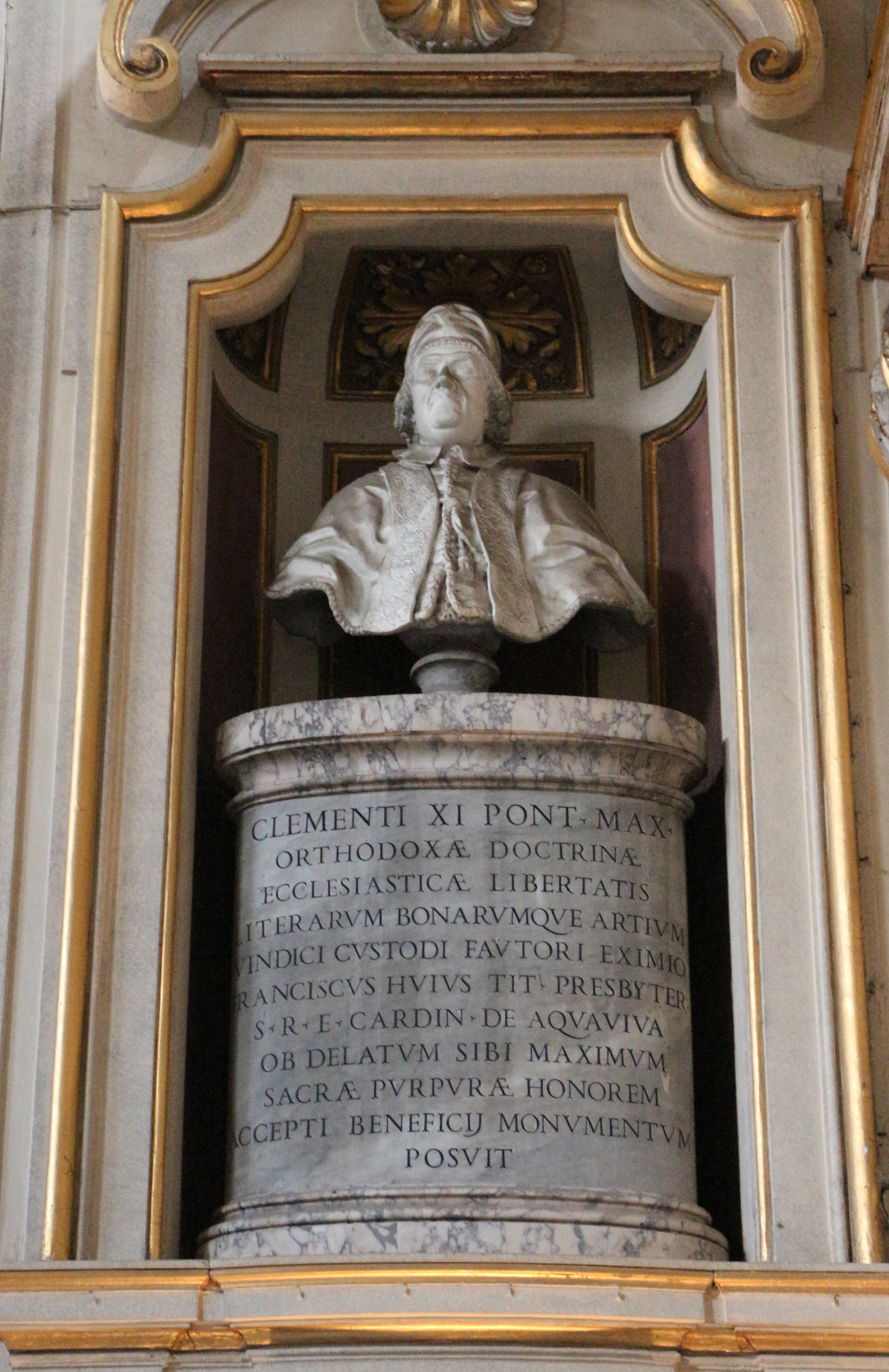

## روابط خارجية
- كليمنت الحادي عشر على موقع الموسوعة البريطانية (الإنجليزية)
- كليمنت الحادي عشر على موقع إن إن دي بي (الإنجليزية)